# Ler
Ler is een plaats in de Noorse gemeente Melhus, provincie Trøndelag. Ler telt 525 inwoners (2007) en heeft een oppervlakte van 0,55 km².